# Café Sibylle

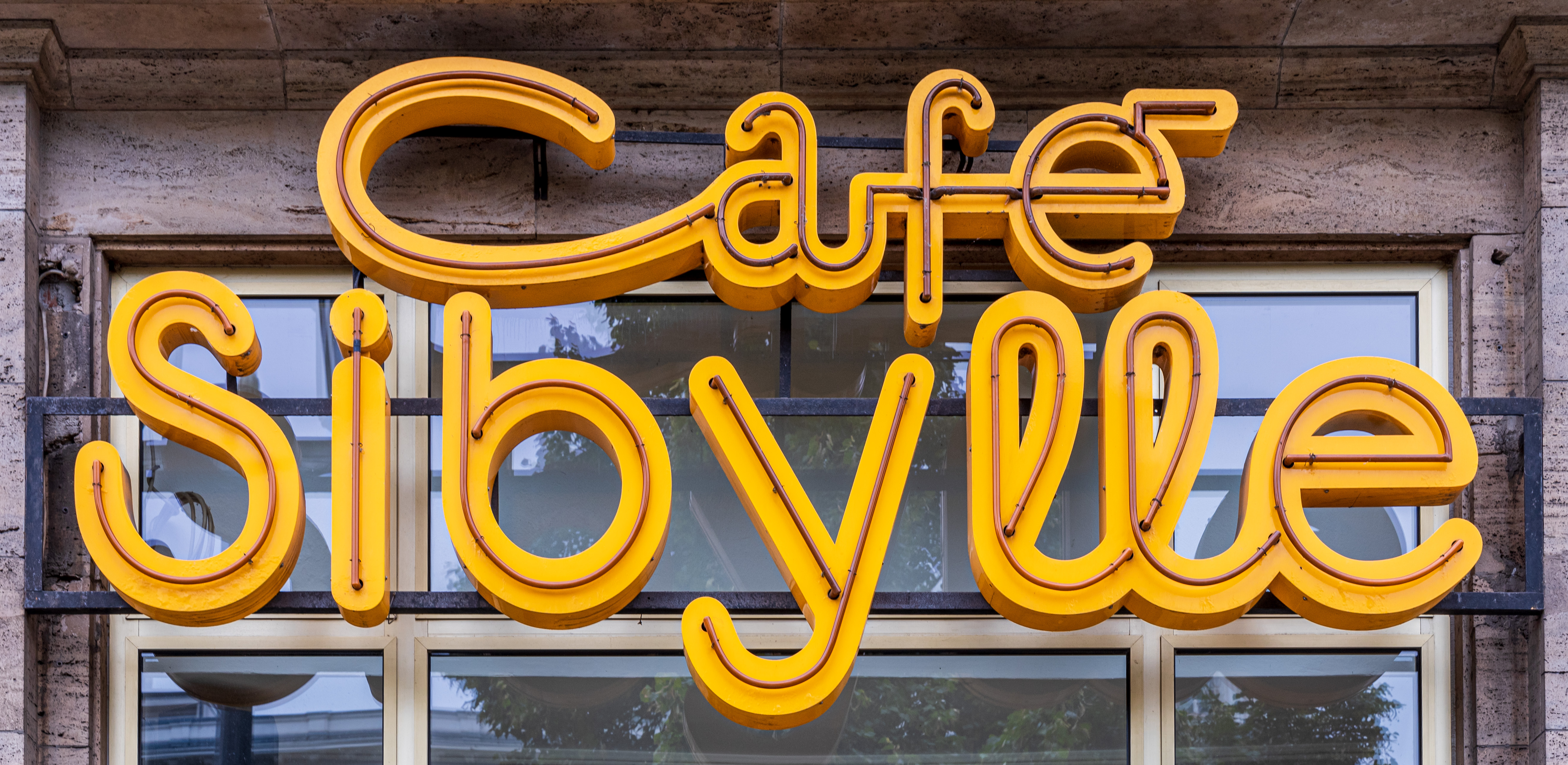
Schriftzug über der Eingangstür

Das Café Sibylle ist ein Café in der Karl-Marx-Allee Nr. 72 in Berlin, das 1953 als Milchbar eröffnet wurde und seitdem mit kurzen Unterbrechungen betrieben wird.

## Geschichte

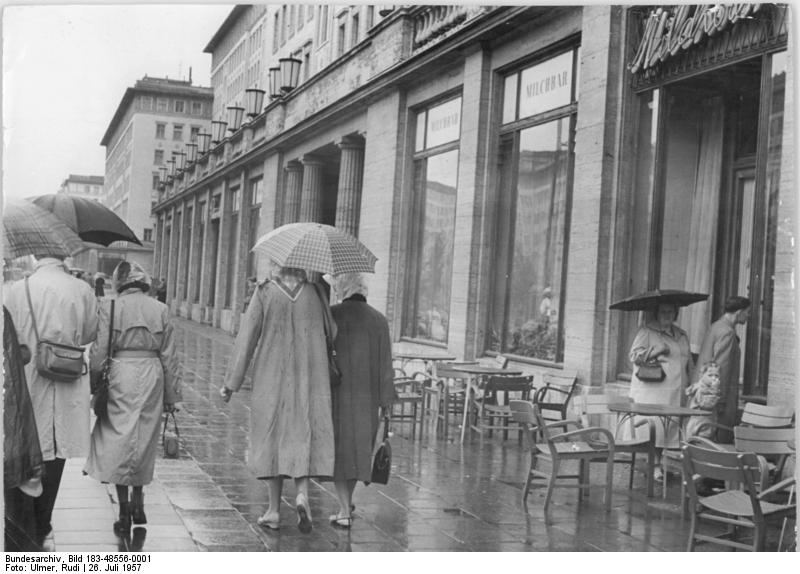
Milchbar (1957)

Die Milchbar eröffnete am 29. Oktober 1953 an der damaligen Stalinallee, die zu dieser Zeit zum sozialistischen Prachtboulevard umgestaltet wurde. In den 1960er Jahren wurde sie in Café Sibylle umbenannt. Der Name bezog sich auf die in der DDR populäre Frauenzeitschrift Sibylle, da im Café regelmäßig Treffen von Redakteuren und Models sowie Modenschauen stattgefunden haben sollen. In der nun Karl-Marx-Allee genannten Straße, die als sozialistisches Vorzeigeobjekt mit ausgewählten Geschäften und Einrichtungen gestaltet war, galt auch das Café bald als exklusive Adresse und entwickelte sich zu einem zentralen Anlaufpunkt des Viertels. Nach der Wende wurde das Café Sibylle geschlossen.
Zu Beginn der 2000er Jahre wurde das Café wiedereröffnet. Neben dem Cafébetrieb wurde eine dauerhafte Ausstellung eingerichtet, welche die Geschichte der Stalinallee / Karl-Marx-Allee zeigt. Bei den Renovierungsarbeiten vor der Neueröffnung wurden originale Wandbemalungen aus den Zeiten des Eiscafés der 1950er Jahre freigelegt, die in die Gestaltung des neuen Café Sibylle eingebunden wurden. Wegen finanzieller und vertraglicher Unstimmigkeiten und der Insolvenz des Betreibervereins, der die Räumlichkeiten vermietete, wurde das Café zum 1. April 2018 geschlossen.
Im Juli 2018 wurde bekannt, dass ein neuer Betreiber für das Café Sibylle gefunden wurde, der neben dem Cafébetrieb auch die Ausstellung weiterführt. Das Café Sibylle wurde am 16. November 2018 mit einer offiziellen Einweihungsfeier wiedereröffnet, an der auch Hans Modrow, der letzte Regierungschef der DDR, teilnahm. Modrow bezeichnete das Café zur Eröffnung als „ein Symbol der Hauptstadt“. Am Tag darauf wurde der reguläre Betrieb wieder aufgenommen.

## Ausstellung

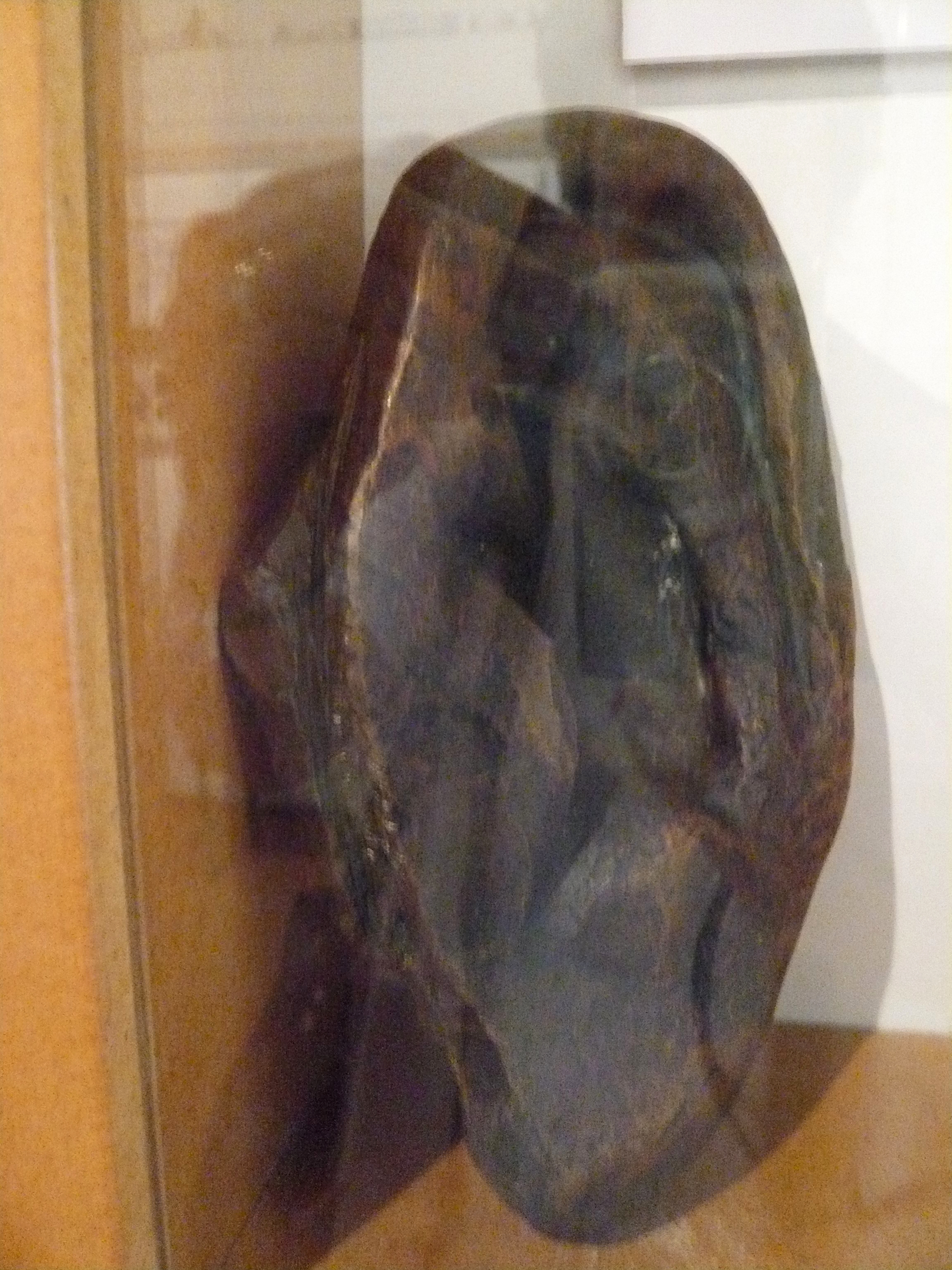
Stalins Ohr

Die Ausstellung im Café Sibylle dokumentiert die Geschichte der Stalin- und späteren Karl-Marx-Allee. Gezeigt werden alte Baupläne, Fotos und andere Exponate aus der Zeit der Umgestaltung der Straße in den 1950er Jahren sowie den Jahren bis zur Wende. Außerdem beherbergt die Ausstellung diverse Alltagsgegenstände aus der DDR der 1950er und 1960er Jahre.
Zu den kuriosesten Stücken dieser Ausstellung zählen zwei Bruchstücke des ehemaligen Stalindenkmals, das von 1951 bis 1961 an der Stalinallee ganz in der Nähe des Cafés stand: ein Ohr sowie ein Stück des Bartes. Arbeiter, die an der Demontage des Denkmals beteiligt waren, hatten sich trotz Verbots und strenger Aufsicht bei der Zerschlagung diese Teile als Souvenir behalten und stellten sie nach 1990 den Ausstellungsmachern zur Verfügung. Gegenwärtig sind Kopien dieser Stücke ausgestellt, die Originale befinden sich im Militärhistorischen Museum der Bundeswehr in Dresden.
Im Jahr 2000 ließ die Bezirksverwaltung mit finanzieller Unterstützung eines Kulturfonds der EU und inhaltlichen Hilfen durch die Inhaber dieses Cafés entlang der Karl-Marx-Allee 39 Geschichts-Informationstafeln aufstellen (Informationsleitsystem). Sie wurden im Jahr 2009 durch die Geschichtswerkstatt für berufliche Umschulung und Fortbildung und wissenschaftlicher Begleitung durch das Leibnizinstitut für Regionalentwicklung und Strukturplanung im Auftrag und mit Mitteln aus dem Bezirkshaushalt präzisiert.

## Sonstiges

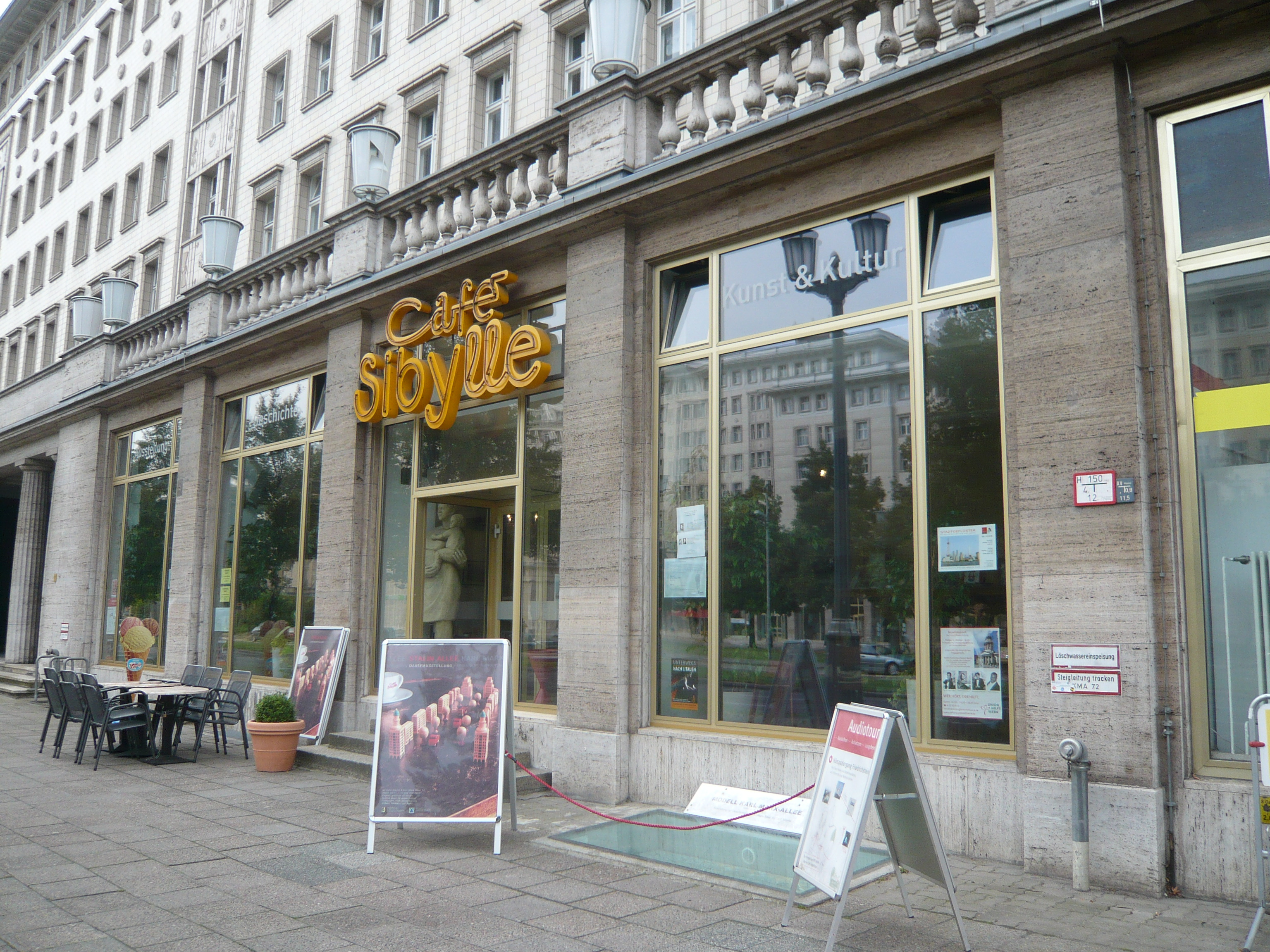
Café Sibylle (2009)

Der gelbe Neonschriftzug „Café Sibylle“ über der Eingangstür wurde, ebenso wie der Schriftzug der Karl-Marx-Buchhandlung einige Häuser weiter, unter Denkmalschutz gestellt, um dem Verschwinden der in der DDR weit verbreiteten Leuchtreklamen entgegenzuwirken.